# Paulo Oliveira (futebolista)
Paulo André Rodrigues de Oliveira, (V.N de Famalicão,8 de janeiro de 1992), conhecido como Paulo Oliveira, joga como defesa central no Sporting Clube de Braga.
Depois de 4 anos no Vitória SC, Paulo Oliveira chamou à atenção do Sporting CP, depois de, no clube de Guimarães, ter ganho 1 Taça de Portugal.
No clube de Alvalade onde esteve 3 anos, venceu uma Supertaça Cândido de Oliveira e uma Taça de Portugal.
Depois de 4 anos em Espanha, onde defendeu as cores do Eibar, regressou a Portugal, para representar o SC Braga. 
Paulo Oliveira joga Seleção Portuguesa de Futebol desde do escalão Sub-17, onde já conta com 1 internacionalização na equipa A.

## Títulos
Sporting
- Taça de Portugal: 2014–15

- Supertaça de Portugal: 2015

Braga
- Taça da Liga: 2023–24